# Apinae
Apinae Latreille, 1802 è una sottofamiglia di imenotteri apidi, che comprende oltre 2.800 specie raggruppate in 19 tribù.

## Descrizione
Questi animali sono caratterizzati dal fatto di possedere delle zampe conformate appositamente per la raccolta e l'immagazzinamento del polline. Le zampe sono, infatti, dotate del rastellum, una fila di setole rigide ubicata al loro apice, e della cestella, una cavità in cui, per mezzo del rastellum, il polline è collocato per il suo trasporto fino all'alveare.

## Tassonomia
La sottofamiglia Apinae comprende circa 2.820 specie suddivise in 131 generi e 19 tribù::
- Tribù Ancylini Michener, 1944
  - Ancyla Lepeletier
  - Tarsalia Morawitz
- Tribù Anthophorini Dahlbom, 1835
  - Amegilla Friese, 1897 (> 250 spp,)
  - Anthophora Latreille, 1803 (> 350 spp.)
  - Deltoptila LaBerge & Michener, 1963 (10 spp.)
  - Elaphropoda Lieftinck, 1966 (11 spp.)
  - Habrophorula Lieftinck, 1974 (3 spp.)
  - Habropoda Smith, 1854 (60 spp.)
  - Pachymelus Smith, 1879 (20 spp.)
- Tribù Apini Latreille, 1802
  - Apis Linnaeus (27 spp.)
- Tribù Bombini Latreille, 1802
  - Bombus Latreille, 1802 (251 spp.)
- Tribù Centridini Cockerell and Cockerell, 1901
  - Centris Fabricius
  - Epicharis Klug
- Tribù Ctenoplectrini Cockerell, 1930
  - Ctenoplectra Kirby
  - Ctenoplectrina Cockerell
- Tribù Emphorini Robertson, 1904
  - Alepidosceles Moure
  - Ancyloscelis Latreille
  - Diadasia Patton
  - Diadasina Moure
  - Meliphilopsis Roig-Alsina
  - Melitoma Lepeletier & Serville
  - Melitomella Roig-Alsina
  - Ptilothrix Smith
  - Toromelissa Roig-Alsina
- Tribù Ericrocidini Cockerell and Atkins, 1902
  - Acanthopus Klug
  - Aglaomelissa Snelling & Brooks
  - Ctenioschelus Romand
  - Epiclopus Spinola
  - Ericrocis Cresson
  - Hopliphora Lepeletier
  - Mesocheira Lepeletier & Serville
  - Mesonychium Lepeletier & Serville
  - Mesoplia Lepeletier
- Tribù Eucerini Latreille, 1802
  - Agapanthinus LaBerge 
  - Alloscirtetica Holmberg 
  - Canephorula Jörgensen 
  - Cemolobus Robertson 
  - Cubitalia Friese 
  - Eucera Scopoli, 1770 (258 spp.)
  - Eucerinoda Michener & Moure 
  - Florilegus Robertson 
  - Gaesischia Michener, LaBerge & Moure 
  - Gaesochira Moure & Michener 
  - Hamatothrix Urban 
  - Lophothygater Moure & Michener 
  - Martinapis Cockerell 
  - Melissodes Latreille 
  - Melissoptila Holmberg 
  - Micronychapis Moure & Michener 
  - Notolonia Popov 
  - Pachysvastra Moure & Michener 
  - Peponapis Robertson 
  - Platysvastra Moure 
  - Santiago Urban 
  - Simanthedon Zavortink 
  - Svastra Holmberg 
  - Svastrides Michener, LaBerge & Moure 
  - Svastrina Moure & Michener 
  - Syntrichalonia LaBerge 
  - Tetralonia Spinola 
  - Tetraloniella Ashmead 
  - Thygater Holmberg 
  - Trichocerapis Cockerell
  - Xenoglossa Smith
- Tribù Euglossini Latreille, 1802
  - Aglae Lepeletier & Serville, 1825 (1 sp.)
  - Eufriesea Cockerell, 1908 (62 spp.)
  - Euglossa Latreille, 1802 (112 spp.)
  - Eulaema Lepeletier, 1841 (25 spp.)
  - Exaerete Hoffmannsegg, 1817 (6 spp.)
- Tribù Exomalopsini Vachal, 1909
  - Anthophorula Cockerell
  - Chilimalopsis Toro
  - Eremapis Ogloblin
  - Exomalopsis Spinola
  - Teratognatha Ogloblin
- Tribù Isepeolini Rozen, Eickwort & Eickwort, 1978
  - Isepeolus Cockerell
  - Melectoides Taschenberg
- Tribù Melectini Westwood, 1840
  - Afromelecta Lieftinck
  - Brachymelecta Linsley
  - Melecta Latreille
  - Sinomelecta Baker
  - Tetralonioidella Strand
  - Thyreus Panzer
  - Xeromelecta Linsley
  - Zacosmia Ashmead
- Tribù Meliponini Lepeletier de Saint Fargeau, 1836
  - Austroplebeia Moure
  - Camargoia Moure
  - Cephalotrigona Schwarz
  - Cleptotrigona Moure
  - Dactylurina Cockerell
  - Hypotrigona Cockerell
  - Kelneriapis Sakagami
  - Lestrimelitta Friese
  - Liotrigona Moure
  - Lisotrigona Moure
  - Melipona Illiger
  - Meliponorytes Tosi
  - Meliponula Cockerell
  - Meliwillea Roubik, Segura & Camargo
  - Nannotrigona Cockerell
  - Nogueirapis Moure
  - Oxytrigona Cockerell
  - Paratrigona Schwarz
  - Pariotrigona Moure
  - Partamona Schwarz
  - Plebeia Schwarz
  - Plebeina Moure
  - Proplebeia Michener
  - Scaptotrigona Moure
  - Tetragona Lepeletier & Serville
  - Trichotrigona Camargo & Moure
  - Trigona Jurine
  - Trigonisca Moure
- Tribù Osirini
  - Epeoloides Giraud, 1863 (2 spp.)
  - Osirinus Roig-Alsina, 1989
  - Osiris Smith, 1854
  - Parepeolus Ducke, 1912
  - Protosiris Roig-Alsina, 1989
- Tribù Protepeolini Linsley and Michener, 1939
  - Leiopodus Smith
- Tribù Rhathymini Lepeletier de Saint Fargeau, 1841
  - Rhathymus Lepeletier & Serville
- Tribù Tapinotaspidini Moure, 1992, 1994
  - Arhysoceble Moure
  - Caenonomada Ashmead
  - Chalepogenus Holmberg
  - Monoeca Lepeletier & Serville
  - Paratetrapedia Moure
  - Tapinotaspis Holmberg
  - Tapinotaspoides Moure
  - Trigonopedia Moure
- Tribù Tetrapediini Michener and Moure, 1957
  - Coelioxoides Cresson
  - Tetrapedia Klug